# 安田顕
安田 顕（やすだ けん、1973年〈昭和48年〉12月8日 - ）は、日本の俳優、タレント、声優、ナレーター、歌手、映画監督、演出家、脚本家、ディレクター、ラジオパーソナリティ、スーツアクター。愛称は「ヤスケン」、「ケンちゃん」。所属事務所はCREATIVE OFFICE CUE、業務提携先はアミューズ。演劇ユニット・TEAM NACSのメンバーで、初代・3代目サブリーダー（現任）。
北海道室蘭市絵鞆地区出身。2002年からは室蘭ふるさと大使。北海学園大学在学中に札幌で芸能活動を開始する。兄は作曲家でラジオディレクターの安田史生。

## 来歴
室蘭市立絵鞆小学校、室蘭市立港南中学校、北海道室蘭栄高校普通科を卒業。志望校であった釧路教育大学（現 北海道教育大学釧路校）の入試当日に痙攣を起こして試験を受けられなくなってしまい、北海学園大学経営学部に入学することとなった（1992年4月）。大学では、当初はジャズ研究会に入ったが、レベルの高さを思い知らされ、退部。その後、グリークラブ、ESSと転々とするが、どれも雰囲気が合わなかった。最終的には、12月、学園祭の模擬店で団子を売って、楽しそうにしていた演劇研究会に入る。動機としては、暗い性格を変えたいと思っていて、下宿で鏡の前で自分で髪を切りながら「芝居いけるんじゃないか」と思って入ったとも話している。
演劇研究会で、2学年先輩の森崎博之と出会う。芝居の楽しさ、見てもらうことに向けて取り組む一生懸命さを学び、客の反応が生で返ってくるのが楽しかったという。当時、鈴井貴之主宰の劇団「OOPARTS」と劇団イナダ組を掛け持ちしていた森崎がイナダ組に専念するため、その後釜として安田を紹介したことから、「OOPARTS」に加わり、演劇研究会の活動と並行して出演。1998年の完全消滅まで所属する。

### タレントデビュー後
1993年、OOPARTS所属と同時に、鈴井の経営する芸能プロダクション・CREATIVE OFFICE CUEに加入し、ローカルタレントとして活動を始める。鈴井が担当する『週刊Nanだ!Canだ!』（HTB）のコーナー企画でテレビ番組に初出演。9月には、石屋製菓の白い恋人のCM（千歳空港デュエット篇）にも出演。
1996年、森崎と自身の卒業公演のために演劇研究会の後輩である大泉洋、佐藤重幸（現・戸次重幸）、音尾琢真と共に演劇ユニット「TEAM-NACS」を結成し、1回限りの公演で解散。また、この年公開の『ガメラ2 レギオン襲来』の冒頭で隕石落下の急報を伝える自衛隊員役で映画初出演する。
大学卒業後に総合病院内の歯科に医療事務員として就職するが、芸能活動に専念するということで、入職10か月で退職。辞めた理由は、役者になろうという強い思いを持って辞めたというのではなく、仕事が向いてないと思い、職場にもなじめずにいたため、芝居を口実に職場から逃げるためだったと後に回想している。退職後に元上司から「信頼は一度失うと決して戻ってはきません。あなたがこれからどういう道に進むか分かりませんが、人の信頼を裏切るようなことは今後しないでください。ご活躍をお祈りしております」という文面の年賀状が届いたことで意識が変わったという。
退職後は、芸能活動をしながらホテルの朝食バイキング等のアルバイトをしていた。当時、アルバイトをしなければ生活できなかったことから、『水曜どうでしょう』の「シェフ大泉 車内でクリスマス・パーティー」では泥酔した状態で、事務所の社長（当時）であった鈴井貴之に対し、「いや実際問題ね、この社長んとこじゃ食えないんですよ」と不満を吐いていた。
1997年、森崎が自身と同様に会社を退職し、東京から北海道に戻ったことをきっかけに、TEAM-NACSを再結成する。
1998年、所属していたOOPARTSが2月に完全消滅した後、その年の春に、同じくOOPARTSに所属していた長谷川首司、金山幸意の2人と共に劇団upspeakを結成する。1998年12月には初公演も開催し、副主宰として出演だけではなく、作・演出もして活動するが、自身の東京進出や仲間の離脱により、2003年に劇団は活動停止となり、実質解散となっている。
また、1998年からは、大泉がレギュラーで出演していた北海道テレビ（HTB）の深夜バラエティ番組『水曜どうでしょう』に、同局のマスコットキャラクター「onちゃん」のスーツアクターとして準レギュラー出演する。
2001年には、鈴井貴之監督の映画『man-hole』で初主演を果たす。
2004年5月にTEAM-NACSの第10回公演として行われた舞台「LOOSER〜失い続けてしまうアルバム〜」のサンシャイン劇場での東京公演で東京に初進出。2004年12月には、大手芸能事務所であるアミューズと業務提携を行い、その後は、道内の仕事はCREATIVE OFFICE CUE、道外の仕事はアミューズが手掛ける形となる。
2006年の『次郎長 背負い富士』（NHK）にて、全国ネットの連続ドラマに初出演。
その後は、TEAM NACS共々全国に名が知られ、NHKや民放キー局の連続ドラマ、映画にも多数出演するなど、東京での仕事を中心に活動している。脇役として重要な役回りをする他、主演を務めることも多い。宇宙人やヤクザや刑事、医師などの硬派な役、小市民的な役など変幻自在に幅広い役を演じている。2022年は春夏秋冬の全クールで民放ドラマに出演。
2024年、TEAM NACSのソロプロジェクト「5D2-FIVE DIMENSIONS II-」として俳優の林遣都と安田の二人芝居『死の笛』を企画・プロデュースした。本作は脚本家の坂元裕二による書き下ろしの台本を水田伸生による演出で舞台化した作品になっており、「安田の好きな人たちと一緒に舞台を制作・製作する」という念願が叶った10年ぶりのTEAM NACSソロプロジェクトによる舞台作品となった。

## 人物

### 家族
父、母、兄との4人家族。
父は溶接工、母は保険のセールスマンだった。兄は作曲家の安田史生。
2002年に学生時代より交際していた一般女性と交際8年の末に結婚。2004年に長女が誕生した。2015年時点で夫人と長女は北海道におり、自身は東京に単身赴任していたが、俳優活動が多忙なため、北海道の自宅に帰れるのは月に1度ぐらいだった。その後、長女の中学進学を機に家族を東京に呼び寄せている。

### エピソード
自他ともに認める「変態キャラ」で、酒に酔うとすぐ服を脱ぎたがることから「ヌーディスト安田」の異名を持つ。過去に『鈴井の巣』（HTB）では、番組内で募金による公開包茎手術を受けたり、『ハナタレナックス』（HTB）の全国特番では、石沢綾子アナウンサーの使用済みティッシュを食べるほどで、実際映画『HK 変態仮面』の出演依頼が来た際には、事務所の社長である伊藤亜由美が「顕ちゃんは変態なのに変態の役が全然来なかった。今回、変態の役が来て本当に良かった」と喜んでいたという。また、屁を自由自在に放つ事ができ、『GOLGOLGO』（AIR-G'）では屁を1発出す毎にさっぽろテレビ塔の階段を一段ずつ登る「ヘコイダーマン」という企画が行われていた。
牛乳の早飲みを得意としており、『水曜どうでしょう』の「対決列島」や『ハナタレナックス』でも度々牛乳の早飲みを披露していたが、その直後に飲んだ牛乳をリバースしてしまうことが多く、番組でもネタにされていた。現在もそれらの番組は再放送等で繰り返しオンエアされるため、本人は「何年たっても“牛乳リバース”が放送されている」と不満に思っている。一方で、非常に不器用であることでも知られており、『水曜どうでしょう』では「シェフ大泉 夏野菜スペシャル」の一企画として陶芸にチャレンジした際、ろくろをうまく回せずろくろと一緒に自分が回ってしまったほどである。
また、『ハナタレナックス』では、オフロードの四輪駆動車を横転し、ロケ続行不能にするほどに車を大破したり、ポケットバイクでクラッシュしたりするも、奇跡的にケガひとつしないで済んだというエピソードなどがある。
このようなバラエティ番組等での破天荒な活躍から「平成の怪物」、「奇跡を呼ぶ男」との異名もある。自身も「何か面白いことを言わなきゃと思った瞬間に、面白いことが出てくる人間じゃない。必死に何かをやって、結果的にクスッっと笑われたり、知らないところで面白いねとなる人間」と考えている。大泉も「想像もできない発想と爆発的な面白さ」があると指摘し、困ったら安田が何か笑わせてくれると思っているという。
TEAM NACSのメンバーでは唯一、高校卒業直後に大学へ入学し、かつ4年で大学を卒業している。森崎と音尾は現役入学だが入学後に留年、大泉は浪人を経て入学、戸次は浪人も留年も両方経験しているため、安田以外は本来の学年通りには卒業していない。

### 趣味・性格など
本籍は「北海道室蘭市本町一丁目四十六番地」。これは自身のエッセイのタイトルにもなっているが、現在ではこの住所は存在しない。
音楽好きな側面がある。趣味に洋楽鑑賞を挙げている。特に、ビートルズは、中学2年生の時からのファンであり、イントロを聴けばどの曲か分かるという。大学時代には、ジョン・レノンを模して、銀縁の丸眼鏡に長髪という格好をしていたが、周囲からは、気持ち悪いと思われていた。アルバム『アビイ・ロード』のジャケット写真が撮影されたアビー・ロードの横断歩道を渡った時に、憧れのアビー・ロードを渡り終えてしまった寂しさも感じ、「なんかが終わっちゃった…」と話した。また、ジョン・レノンとオノ・ヨーコが住んでいだアパート「ダコタ・ハウス」をもじり、ゲストとパジャマ姿でベッドインしながらトークを繰り広げるという連載を持っている。業務提携しているアミューズの株主総会のイベントでは株主の面前で行ったが、パジャマ姿で「恥ずかしい」と話した。
邦楽では、斉藤由貴やaikoのファンである。斉藤とは『小公女セイラ』（TBS）で共演し、サインをもらっている。また、aikoとは15年間ナビゲーターを務めていた音楽番組『夢チカ18』（HTB）の卒業回の対談相手に指名し、共演している。ブラックミュージックやソウルミュージック、ロック、最近の音楽まで色々な曲を聴く。
ラジオ好きでもあり、TBSラジオ『イモトアヤコのすっぴんしゃん』のリスナーである。日曜劇場『下町ロケット』でイモトと共演した際にその事を伝えた縁で、2019年2月20日の放送に出演したこともある。
プロレスの大ファンでもある。小学生の頃に金曜8時からやっていた『ワールドプロレスリング』（テレビ朝日系）を観て、プロレスに一気にハマり、プロレスごっこをやっていた。初代タイガーマスクに憧れていたため、頭が硬くなりたいと思って、机に頭を叩きつけていたという。現在では、初代タイガーマスクであった佐山聡のタイガーマスクを所持している。「WRESTLE KINGDOM 11」では、リングアナウンサーを務めた。
夜遅くても晩酌だけは欠かさないほどの酒好きでもあり、特に麦焼酎の炭酸割りを好む。年をとってからは、炭酸割りから豆乳割りに変わった。1人飲みが好きで、同じ居酒屋で飲むことが多いという。店で出会った見知らぬ客と話すことも多い。
好きな映画は『男はつらいよ』。以前は、上京した度に柴又に通っており、シリーズ全作が入ったDVDボックスを所持している。尊敬する人に車寅次郎を挙げている。
かつてエビが好物だったが、『水曜どうでしょう』の企画「シェフ大泉 車内でクリスマス・パーティー」に出演した際、大泉洋が作った半生状態のエビチリを食べて体調を崩し、アレルギー反応を発症して以来食べられなくなってしまった。好きな食べ物は焼き海苔、苦手な食べ物はウナギ。
中学2年生の時、好きだった女子が柔道が好きだと勘違いし（実際は違った）、柔道部に入り、高校まで柔道部だった。高校2年生時に、柔道初段を取得している。この他、書道初段、珠算3級の資格を所持している。
性格は「陰・鬱・暗」と表現している。医療事務を辞めた理由として、内気であったため、他の人と混ざれず、1人で弁当を食べていたことを挙げている。主演映画『俳優 亀岡拓次』で監督を務めた横浜聡子は「シャイな人。人がたくさんいらっしゃるところではなかなか本音をおっしゃらない。二人の時なんかに、ぽろっと確信めいたことを言う、いい意味の暗さを持った人」と話している。また、自身は性格について「したたか」と考えているが、夫婦役で共演経験のある小池栄子からは、安田と同じくTEAM NACSに所属する大泉洋と比較して、「大泉洋みたいに細かいことを言わない」と言われた。
TEAM NACSのメンバーといる時は、他の4人が話すために、あまりしゃべらない傾向がある。また、声が小さく、結婚して8年目の時に妻から「正直何言っているか分かんない」「なんとなくで反応していた」と言われた。
Instagramでは、「睨み飯」という目の前の料理を睨んだ写真を投稿している。フォロワーは、食べる料理よりも顔が見たいのではないかという配慮から、自分の顔とともに料理の写真を撮影するようになったのがきっかけである。
ファッションに無頓着だという。現場では用意された衣装を着て、終われば脱いで帰るだけであるため、普段は、上下はスポーツウェアで、足元は雪駄やスニーカーという楽な格好でいる。行きつけのバーに行くときは、Tシャツにデニムを着る。大泉は「安田はロクでもないものしか欲しがらない。（以前に大泉らと函館に行った時には）朝市で納豆と塩辛頼んだ。物欲なんてない」と話している。
藤井フミヤとは、安田がナビゲーターを務めていた『夢チカ18』に度々出演していたため、札幌にいた頃から親交がある。初めて全国区のドラマで良い役をもらったときに、藤井から「おめでとう」と言われたという。
稲垣吾郎とは生年月日が同じである。

## 受賞歴
- 2015年度
  - 第25回東京スポーツ映画大賞・助演男優賞（『龍三と七人の子分たち』） ※ 近藤正臣、中尾彬、品川徹、樋浦勉、伊藤幸純、吉澤健、小野寺昭とともに受賞[84]。

## 出演

### テレビドラマ
- 四国R-14（2000年11月29日 - 12月20日、北海道テレビ） - 編成部・小宮 役
- HTBスペシャルドラマ 夏の約束（2002年8月31日、北海道テレビ・テレビ朝日系） - 観光船船員 役
- 次郎長 背負い富士 第8回 - 第10回（2006年6月1日 - 8月31日、NHK総合） - 吉良の仁吉 役
- 大河ドラマ（NHK総合）
  - 功名が辻 第43回・第44回（2006年10月29日・11月5日） - 宇喜多秀家 役
  - べらぼう〜蔦重栄華乃夢噺〜 第1回 -（2025年1月5日 - ） - 平賀源内 役[85]
- ハケンの品格（2007）（2007年1月10日 - 3月14日、日本テレビ） - 派遣会社マネージャー・一ツ木慎也 役
- ホタルノヒカリ（2007年7月11日 - 9月12日、日本テレビ） - 二ツ木昭司 役
  - ホタルノヒカリ2（2010年7月7日 - 9月15日）
- 恋のから騒ぎドラマスペシャル〜Love StoriesIV〜「殺したい女」（2007年11月30日、日本テレビ）
- エジソンの母（2008年1月11日 - 3月14日、TBS） - 佐々木則和 役
- ロス:タイム:ライフ 第3話「スキヤキ編」（2008年2月16日、フジテレビ） - 解説・折場貫 役（声の出演）
- アベレイジ「男子と女子の目の付け所の話」（2008年3月29日、フジテレビ） - C男 役
- 連続テレビ小説（NHK総合）
  - 瞳（2008年3月31日 - 9月27日） - 石田勇蔵 役
  - なつぞら（2019年4月1日 - 9月28日） - 小畑雪之助 役[86]
    - なつぞらSP 秋の大収穫祭（2019年11月2日、NHK BSプレミアム）[87]
      - 「とよさんの東京物語」
      - 「十勝男児、愛を叫ぶ！」
- 先生はエライっ!（2008年4月12日、日本テレビ） - 医者 役
- 親孝行プレイ（2008年10月1日 - 12月17日、毎日放送） - 主演・シンイチ 役 ※初主演ドラマ
- the波乗りレストラン（2008年11月1日 - 11月9日、日本テレビ） - 医者 役
- 帰ってくるのか!? 33分探偵（2009年3月21日、フジテレビ） - 河野教諭 役
- コールセンターの恋人（2009年7月3日 - 9月11日、朝日放送・テレビ朝日系） - 宇野勉 役
- 働くゴン!（2009年9月23日、日本テレビ） - 鏡健人 役
- 小公女セイラ 第6話（2009年11月21日、TBS） - 鈴村隆 役
- HTBスペシャルドラマ「ミエルヒ」（2009年12月19日、北海道テレビ） - 主演・永島剛 役
- TAXMEN（2010年1月11日 - 3月29日、TOKYO MX・テレビ神奈川） - 主演・ロク 役（井上正大とW主演）
- 卒うた 最終話（2010年3月4日、フジテレビ） - 下村陽一 役
- SPEC〜警視庁公安部公安第五課 未詳事件特別対策係事件簿〜（2011年10月2日 - 11月13日、TBS） - 海野亮太 役
  - SPEC〜翔〜警視庁公安部公安第五課 未詳事件特別対策係事件簿 （2012年4月1日）
- ザ・ミュージックショウ（2011年1月2日、日本テレビ） - 日向プロデューサー 役
- ホンボシ〜心理特捜事件簿〜 第1話（2011年1月20日、テレビ朝日） - 風間貴則 役
- 特集ドラマ 風をあつめて（2011年2月11日、NHK総合） - 主演・浦上誠 役
- チーム・バチスタ3 アリアドネの弾丸（2011年7月12日 - 9月20日、関西テレビ・フジテレビ系） - 島津吾郎 役
  - チーム・バチスタ4 螺鈿迷宮（2014年1月7日 - 3月18日）
- 勇者ヨシヒコと魔王の城 第3話（2011年7月22日、テレビ東京） - 盗賊A 役（友情出演）
- BS時代劇 塚原卜伝（2011年10月2日 - 11月13日、NHK BSプレミアム） - 細川高国 役
- 専業主婦探偵〜私はシャドウ 第1話（2011年10月21日、TBS） - 南崎洋 役（友情出演）
- ダーティ・ママ!（2012年1月11日 - 3月14日、日本テレビ） - 白戸一郎 役
- スープカレー（2012年4月13日 - 6月29日（北海道放送）・2012年4月16日 - 6月25日（TBS）、北海道放送・TBSテレビ） - 主演・浦田博史 役（TEAM NACSの他のメンバーと共に主演）[88]
- ビューティフルレイン（2012年7月1日 - 9月16日、フジテレビ） - 古賀豊 役
- 24時間テレビ 愛は地球を救う35 「車イスで僕は空を飛ぶ」（2012年8月25日、日本テレビ） - 小宮山直哉 役
- THE QUIZ（2012年9月1日、日本テレビ） - 藤尾康平 役
- 私と彼とおしゃべりクルマ（2012年9月22日 - 29日、フジテレビ） - 三枝 役
- ゴーイング マイ ホーム（2012年10月9日 - 12月8日、関西テレビ・フジテレビ系） - 伊藤健次 役
- 尋ね人（2012年11月3日、WOWOW） - 古賀邦幸 役
- 土曜ドラマスペシャル 実験刑事トトリ 第1話（2012年11月3日、NHK総合） - 結城泰彦 役
- 連続ドラマW 女と男の熱帯（2013年1月20日 - 2月24日、WOWOW） - 曽根正臣 役
- ドラマ10 いつか陽のあたる場所で 第4話（2013年1月29日、NHK総合） - 倉本豪介 役
- 泣くな、はらちゃん 第7話（2013年3月2日、日本テレビ） - ROCKなお父さん 役
- みんな!エスパーだよ!（2013年4月12日 - 7月5日、テレビ東京） - 教授 役
  - みんな!エスパーだよ!番外編 〜エスパー、都へ行く〜（2015年4月3日）
- ダブルス〜二人の刑事 第2話（2013年4月25日、テレビ朝日） - 遠藤正彦 役
- プレミアムよるドラマ お父さんは二度死ぬ（2013年6月1日 - 22日、NHK BSプレミアム） - 武藤孝文 役
- コントの劇場 〜The Actors' Comedy〜（2013年6月28日・2014年4月22日、NHK BSプレミアム）
- スターマン・この星の恋（2013年7月9日 - 9月10日、関西テレビ・フジテレビ系） - 宇野光一 役
- ショムニ2013（2013年7月10日 - 9月18日、フジテレビ） - 星野ケンジ 役
- 怪奇大作戦 ミステリー・ファイル 第1話（2013年10月5日、NHK BSプレミアム・円谷プロダクション） - 松戸浩一郎 役
- 隠蔽捜査（2014年1月13日 - 3月24日、TBS） - 戸高善信 役
  - 月曜名作劇場 今野敏サスペンス 隠蔽捜査〜去就〜（2019年3月11日）[89]
- 死神くん 第4話（2014年5月9日、テレビ朝日） - 須藤五郎 役
- 「the TEAM NACS perfect show」〜なんでこんな時に〜（2014年6月28日、フジテレビNEXT） - 富田・ホワイト・金子・茂 役[90]
- アオイホノオ（2014年7月19日 - 9月27日、テレビ東京） - 庵野ヒデアキ 役
- 白銀ジャック（2014年8月2日、テレビ朝日） - 入江義之 役
- 素敵な選TAXI 第1話（2014年10月14日、関西テレビ） - 村上秀樹 役
- 問題のあるレストラン（2015年1月15日 - 3月19日、フジテレビ） - 几ハイジ 役
- ZIP!「超解釈ルーヴル」（2015年2月9日 - 2月20日、日本テレビ） - ナビゲーター 役[91]
- 不便な便利屋 第6話（2015年5月15日、テレビ東京） - ヤクザ 一本松 役
  - 不便な便利屋 2016 初雪（2016年12月30日）
- 廃墟の休日 第1話 - 第3話（2015年7月10日 - 7月31日、テレビ東京）[92]
- 下町ロケット 2015年版（2015年10月18日 - 12月20日、TBS） - 山崎光彦 役[93]
  - 下町ロケット 2018年版（2018年10月14日 - 12月23日）[94]
  - 下町ロケット 新春ドラマ特別編（2019年1月2日）[95]
- いつかこの恋を思い出してきっと泣いてしまう 第1話（2016年1月18日、フジテレビ） - 白井篤史 役
- 実録ドラマスペシャル 女の犯罪ミステリー『福田和子 整形逃亡15年』（2016年3月17日、テレビ朝日） - 勝矢真司 役[96]
- 重版出来!（2016年4月12日 - 6月14日、TBS） - 安井昇 役
- 必殺仕事人2016（2016年9月25日、朝日放送・テレビ朝日） - 朝比奈藤十郎 役[97]
- スニッファー 嗅覚捜査官 第7話（2016年12月3日、NHK総合） - 枦山、枦山勇人（双子） 役
- 年の瀬 変愛ドラマ 第1夜「緊Q不倫速報」（2016年12月28日、テレビ朝日） - 主演・ジェイク小早川 役
- 嘘の戦争（2017年1月10日 - 3月14日、関西テレビ） - 二科晃 役[98]
- バイプレイヤーズ 〜もしも6人の名脇役がシェアハウスで暮らしたら〜 第9話（2017年3月10日、テレビ東京） - 安田顕似の農家 役
- 連続ドラマW 銭形警部 漆黒の犯罪ファイル 第4話（2017年3月12日、WOWOW） - 真壁 役
- 小さな巨人（2017年4月16日 - 6月18日、TBS） - 渡部久志 役[99]
- 日曜ワイド 白い刑事（2017年10月22日、テレビ朝日） - 主演・相良修平 役[100]
- 正義のセ（2018年4月11日 - 6月13日、日本テレビ） - 相原勉 役[101]
- ミステリースペシャル 満願 第2夜「夜警」（2018年8月15日、NHK総合） - 主演・柳岡 役[102]
- Aではない君と（2018年9月21日、テレビ東京） - 瀬戸調査官 役[103]
- チャンネルはそのまま!（2019年3月18日 - 3月22日、北海道テレビ） - ひぐまテレビ情報部部長 鹿取 役[104]
- 絶叫（2019年3月24日 - 4月14日、WOWOW） - 神代武 役[105]
- 白衣の戦士!（2019年4月10日 - 6月19日、日本テレビ） - 柳楽圭一郎 役[106]
- 俺の話は長い（2019年10月12日 - 12月14日、日本テレビ） - 秋葉光司 役[107]
  - 俺の話は長い 〜2025・春〜（2025年3月30日・4月6日、日本テレビ）[108]
- 愛知発地域ドラマ 黄色い煉瓦〜フランク・ロイド・ライトを騙した男〜（2019年11月27日、NHK BSプレミアム、NHK名古屋放送局） - 主演・久田吉之助 役[109]
- アリバイ崩し承ります（2020年2月1日 - 3月14日、テレビ朝日） - 察時美幸 役[110]
  - アリバイ崩し承りますスペシャル（2024年4月6日）[111]
- HBOアジア・オリジナルズ「フードロア：Life in a Box」（2020年2月15日、HBOアジア・スター・チャンネル） - 主演・妻を亡くしたばかりの男 役[112][113]
- アメリカに負けなかった男〜バカヤロー総理 吉田茂〜（2020年2月24日、テレビ東京） - 佐藤栄作 役（特別出演）[114]
- 誰も知らない明石家さんま「笑顔に会いに行く道」（2020年12月13日、日本テレビ） - 主演・明石家さんま 役[115]
- うつ病九段（2020年12月20日、NHK BSプレミアム） - 主演・先崎学 役[116]
- がんばれ!TEAM NACS（2021年3月7日 - 3月14日（先行放送）・2021年6月20日 - 8月15日（本放送）、WOWOW） - 主演・安田顕 役（本人役） 他（TEAM NACSの他のメンバーと共に主演）[117][118]
- きよしこ（2021年3月20日、NHK総合） - 主演・白石清 役[119][120]
- ドラゴン桜 第2シリーズ 第6話・第9話（2021年5月30日・6月20日、TBS） - 太宰府治 役（特別出演）[121][122]
- らせんの迷宮〜DNA科学捜査〜（2021年10月15日 - 11月26日[注 5]、テレビ東京） - 安堂源次 役[124][125]
- しもべえ（2022年1月7日 - 3月25日、NHK総合） - 主演・しもべえ 役[126]
  - プレミアムドラマ「しもべえ 特別版」（2022年9月25日 - 11月13日、NHK BSプレミアム・BS4K）[127]
- 逃亡医F（2022年1月15日 - 3月19日、日本テレビ） - 佐々木世志郎 役[128]
- 未来への10カウント（2022年4月14日 - 6月9日、テレビ朝日） - 甲斐誠一郎 役[129][130]
- 初恋の悪魔（2022年7月16日 - 9月24日、日本テレビ） - 森園真澄 役[131]
- 24時間テレビ 愛は地球を救う45「すぎやまこういち物語 ドラゴンクエスト『序曲』知られざる誕生秘話」（2022年8月27日、日本テレビ） - 主演・すぎやまこういち 役[132]
- PICU 小児集中治療室（2022年10月10日 - 12月19日、フジテレビ） - 植野元 役[133]
  - PICU 小児集中治療室 スペシャル 2024（2024年4月13日）[134]
- 天使の耳〜交通警察の夜（2023年3月20日、NHK BS4K / 6月10日・17日、NHK BSプレミアム / 2024年4月2日 - 23日、NHK総合） - 金沢行彦 役[135]
- 神の手（2023年5月15日、テレビ東京） - 三村幸造 役[136]
- 18/40〜ふたりなら夢も恋も〜（2023年7月11日 - 9月12日、TBS） - 仲川市郎 役[137]
- NHKスペシャル「アナウンサーたちの戦争」（2023年8月14日、NHK総合） - 米良忠麿 役[138]
- 家康と三成のスマホ（2023年9月5日 - 9月15日、NHK総合） - 主演・徳川家康 役（柄本時生とW主演）[139]
- にんげんこわい2 第5話「権助提灯」（2023年9月8日、WOWOW） - 主演・権助 役[140]
- セクシー田中さん（2023年10月22日 - 12月24日、日本テレビ） - 三好圭人 役[141]
- コタツがない家 第8話（2023年12月6日、日本テレビ） - 飾磨哲央 役（特別出演）[142]
- 大奥（2024年1月18日 - 3月28日、フジテレビ） - 田沼意次 役[143]
- 95（2024年4月8日 - 6月10日、テレビ東京） - 45歳の広重秋久 役[144]
- 日本一の最低男 ※私の家族はニセモノだった（2025年1月9日 - 3月20日、フジテレビ） - 真壁考次郎 役[145]
- ダメマネ! -ダメなタレント、マネジメントします-（2025年4月20日 - 6月22日、日本テレビ） - 犀川真一郎 役[146]
- 失踪人捜索班 消えた真実 最終回（2025年6月6日、テレビ東京） - 円山太郎 役[147]　※写真出演
- 怪物（2025年7月6日 - 、WOWOW） - 主演・富樫浩之 役（水上恒司とW主演）[148][149]
- 奪い愛、真夏（2025年7月18日 - 、テレビ朝日） - 空知時夢 / 大浦隼人 役（二役）[150][151]

### 配信ドラマ
- 空にいちばん近い幸せ（2010年12月3日 - 、LISMO） - 夫・一哉 役[152]
- みんな!エスパーだよ!〜欲望だらけのラブ・ウォーズ〜（2015年8月19日、dTV） - 浅見隆広 役[153]
- アリバイ崩し承ります特別編 時計屋探偵とお祖父さんのアリバイ （2020年3月7日 - 3月15日、AbemaTV） - 察時美幸 役[154]
- SPECサーガ黎明篇「Knockin’on 冷泉’s SPEC Door」〜絶対預言者 冷泉俊明が守りたかった幸福の欠片〜（2021年2月18日 - 3月18日、Paravi） - 海野亮太 役（友情出演）[155][156]
- EVOL（2023年11月3日 - 、DMM TV） - 市長 役[157]
- PICU〜小児集中治療室〜スピンオフ（2024年4月1日、FOD） - 植野元 役[158]
- 海星のクラッチ日誌（2025年3月30日・4月6日、Hulu） - 秋葉光司 役[159]
- ドンケツ（2025年4月25日 - 、DMM TV） - 佐藤一 役[160]

### 実写映画
- ガメラ2 レギオン襲来（1996年7月13日公開、監督：金子修介、東宝） - 自衛隊隊員 役
- man-hole（2001年3月3日公開、監督：鈴井貴之、man-holeフィルム） - 主演・小林正義 役
- パコダテ人（2002年4月27日公開、監督：前田哲、アートポート・アースライズ） - 若社長 役
- river（2003年11月29日公開、監督：鈴井貴之、CREATIVE OFFICE CUE） - 藤沢聡 役
- 銀のエンゼル（2004年12月18日公開、監督：鈴井貴之、メディア・スーツ・プログレッシブピクチャーズ） - 高校教師 役
- イントゥ・ザ・サン（2005年11月26日公開（日本）、監督：ミンク、ソニー・ピクチャーズ） - ヤクザ 役[161]
- 雨の町（2006年3月25日公開、監督：田中誠、プログレッシブ ピクチャーズ） - 坂口医師 役
- Presents〜合い鍵〜（2006年12月9日公開、監督：日向朝子、アットムービー） - 美容師 役
- ゲゲゲの鬼太郎（2007年4月28日公開、監督：本木克英、松竹） - 天狗ポリス 役（声の出演）
- たとえ世界が終わっても（2007年8月25日公開、監督：野口照夫、アルゴ・ピクチャーズ） - 長田寛治 役
- Mayu -ココロの星-（2007年9月15日公開、監督：松浦雅子、ティ・ジョイ） - 河村 役
- TEAM NACS FILMS「N43°」（2009年2月21日公開、監督：TEAM NACS、CREATIVE OFFICE CUE・アミューズ）
  - 「頑張れ！鹿子ブルブルズ!」 - 安田顕 役
  - 「ヤスダッタ3D」 - ヤスダッタ 役 / 安田隊長 役 / ヤスダッタ教授 役（監督・脚本も担当）
- 大洗にも星はふるなり（2009年11月7日公開、監督：福田雄一、日活） - 関口正義 役
- 銀色の雨（2009年11月28日公開、監督：鈴井貴之、エスピーオー・マジックアワー） - スナック「愛」客 役（特別出演）
- ホタルノヒカリ（2012年6月9日公開、監督：吉野洋、東宝） - 二ツ木昭司 役
- らくごえいが（2013年4月6日公開、監督：松井一生、アールグレイフィルム） - 死神 役
- HK 変態仮面（2013年4月13日公開、監督：福田雄一、ティ・ジョイ） - 戸渡 役
- 劇場版 SPEC〜結〜 漸ノ篇（2013年11月1日、監督：堤幸彦、東宝） - 海野亮太 役
  - 劇場版 SPEC〜結〜 爻ノ篇（2013年11月29日、監督：堤幸彦、東宝）
- 黒執事（2014年1月18日、監督：大谷健太郎・さとうけいいち、ワーナー・ブラザース映画） - 鴇沢一三 役
- 女子ーズ（2014年6月7日公開、監督：福田雄一、キングレコード） - 皆川 役
- わたしのハワイの歩きかた（2014年6月14日公開、監督：前田弘二、東映） - 塚原聡 役
- 小川町セレナーデ（2014年10月4日公開、監督：原桂之介、アイエス・フィールド） - エンジェル 役
- アゲイン 28年目の甲子園（2015年1月17日公開、監督：大森寿美男）
- 龍三と七人の子分たち（2015年4月25日公開、監督：北野武、ワーナー・ブラザース映画・オフィス北野） - 西 役
- 映画 ビリギャル（2015年5月1日公開、監督：土井裕泰、東宝） - 西村隆 役
- 新宿スワン（2015年5月30日公開、監督：園子温、東映） - 社長 役
- みんな!エスパーだよ!（2015年9月4日公開、監督：園子温、ギャガ） - 浅見隆広 役
- 俳優 亀岡拓次（2016年1月30日公開、監督：横浜聡子、日活） - 主演・亀岡拓次 役[162]
- HK 変態仮面 アブノーマル・クライシス（2016年5月14日公開、監督：福田雄一、東映） - 変態仙人 役
- 任侠野郎（2016年6月4日公開、監督：徳永清孝、KATSU-do） - 商工会館会長 役
- 聖の青春（2016年11月19日公開、監督：森義隆、KADOKAWA） - 橘正一郎 役
- きょうのキラ君（2017年2月25日公開、監督：川村泰祐、ショウゲート） - 岡村隆弘 役
- 追憶（2017年5月6日公開、監督：降旗康男、東宝） ‐ 山崎豊 役
- 銀魂（2017年7月14日公開、監督：福田雄一、ワーナー・ブラザース映画） - 村田鉄矢 役[163]
- 茅ヶ崎物語 〜MY LITTLE HOMETOWN〜（2017年9月16日、監督：熊坂出、ライブ・ビューイング・ジャパン） - 学校の先生 役[164]
- 不能犯（2018年2月1日公開、監督：白石晃士、ショウゲート） - 河津村宏 役
- 北の桜守（2018年3月10日公開、監督：滝田洋二郎、東映） - 杉本久 役
- 家に帰ると妻が必ず死んだふりをしています。（2018年6月8日公開、監督：李闘士男、KADOKAWA） - 主演・加賀美じゅん 役（榮倉奈々とW主演）
- 愛しのアイリーン（2018年9月14日公開、監督：吉田恵輔、スターサンズ） - 主演・宍戸岩男 役
- ザ・ファブル（2019年6月21日公開、監督：江口カン、松竹） - 海老原 役[165]
  - ザ・ファブル 殺さない殺し屋（2021年6月18日公開[注 6]、監督：江口カン、松竹）[168][169]
- 母を亡くした時、僕は遺骨を食べたいと思った。（2019年2月22日公開、監督：大森立嗣、アスミック・エース） - 主演・宮川サトシ 役[170]
- 影裏（2020年2月14日公開、監督：大友啓史、ソニー・ミュージックエンタテインメント） ‐ 日浅馨 役[171]
- ホテルローヤル（2020年11月13日公開、監督：武正晴、ファントム・フィルム） - 田中大吉 役[172]
- 劇場版 がんばれ!TEAM NACS（2021年9月3日公開、監督：堀切園健太郎、WOWOW） - 主演・安田顕 役（本人役） 他（TEAM NACSの他のメンバーと共に主演）[173]
- 私はいったい、何と闘っているのか（2021年12月17日公開、監督：李闘士男、日活・東京テアトル） - 主演・伊澤春男 役[174][175]
- リング・ワンダリング（2022年2月19日公開、監督：金子雅和、ムービー・アクト・プロジェクト） - 青一 役（特別出演）[176]
- とんび（2022年4月8日公開、監督：瀬々敬久、KADOKAWA・イオンエンターテイメント） - 照雲 役[177][178]
- ハザードランプ（2022年4月15日公開予定→公開中止、監督：榊英雄、東映ビデオ） - 主演・須貝泰晴 役（山田裕貴とW主演）[179][180]
- ラーゲリより愛を込めて（2022年12月9日公開、監督：瀬々敬久、東宝） - 原幸彦 役
- シン・仮面ライダー（2023年3月18日公開、監督：庵野秀明、東映） - 犯人 役[181]
- アントニオ猪木をさがして（2023年10月6日公開、監督：和田圭介・三原光尋、ギャガ）[182]
- 無理しない ケガしない 明日も仕事! 新根室プロレス物語（2024年1月2日公開） - 語り
- 朽ちないサクラ（2024年6月21日公開、監督：原廣利、カルチュア・パブリッシャーズ） - 富樫俊幸 役[183]
- 劇場版 アナウンサーたちの戦争（2024年8月16日公開、ナカチカピクチャーズ） - 米良忠麿 役[184]
- 35年目のラブレター（2025年3月7日公開、監督：塚本連平、東映） - 谷山恵 役[185]
- 光る川（2025年3月22日公開、監督：金子雅和、カルチュア・パブリッシャーズ）[186][187]
- おいしくて泣くとき（2025年4月4日公開、監督：横尾初喜、松竹） - 風間耕平 役[188]
- ドールハウス（2025年6月13日、監督：矢口史靖、東宝） - 山本 役[189]

### 配信映画
- クレイジークルーズ（2023年11月16日、監督：瀧悠輔、Netflix） - 久留間道彦 役[190][191][192]

### 舞台
- upspeak顔見せ公演「Other side」（1998年12月12日 - 13日、JTインフォプラザ札幌） - 顔見せとはしているが、実質的なupspeak旗揚げ公演である
- upspeak旗揚げ公演「Lives」（1999年7月10日 - 11日、マルチスペース・エフ） - 前述のとおり、本来は旗揚げ公演ではない[193]
- upspeak第2回公演「コンドルは飛んで行く」（1999年12月8日 - 12日、アトリエ・インディゴ） - 脚本・演出を担当[193]
- upspeak第3回公演「a:」（2000年5月、アトリエ・インディゴ）[194]
- upspeak第4回公演「女もつらいよ」（2000年10月、アトリエ・インディゴ） - 脚本・演出も担当[194]
- upspeak第5回公演「umi」（2001年6月、アトリエ・インディゴ）[195]
- upspeak第6回公演「時間ですか?」（2001年11月、アトリエ・インディゴ） - 脚本・演出も担当
- upspeak第7回公演「なつまつり」（2002年7月、道新ホール）
- upspeak第8回公演「月灯かりに隠せっ!」（2003年、アトリエ・インディゴ）
- 水曜天幕團旗揚げ公演2003「蟹頭十郎太」（2003年10月10日 - 19日、北海道テレビ放送新館駐車場内 特設テント会場） - 沼部黒龍丸 役/名主 役[196]
- 「Physical Theatre "ØEN I ØST"（ウーエン・イ・ウースト）〜THE ISLAND IN THE EAST〜」（2005年12月16日 - 2006年1月15日、シアターアプル） - 月・賢人 役/缶ビールロボ 役[197]
- 「獏のゆりかご」（2006年9月1月 - 29日、紀伊国屋ホール）[198]
- 「歌の翼にキミを乗せ - ロクサーヌに捧げるハイネの詩 - 」（2007年7月12日 - 8月2日、新国立劇場/大阪厚生年金会館芸術ホール/共済ホール）[199]
- 「LOVE LETTERS」（2008年7月27日、PARCO劇場） - アンディ 役[200]
- 「宮城野」（2009年9月 - 10月、草月ホール/シアターBRAVA!/東京グローブ座他） - 矢太郎 役[201]
- 「相対的浮世絵」（2010年3月 - 4月、Bunkamuraシアターコクーン/梅田芸術劇場シアター・ドラマシティ他） - 関守 役[202]
- 「ナンシー」（2010年5月 - 7月、シアター1010/紀伊國屋サザンシアター/サンケイホールブリーゼ他）
- 「スマートモテリーマン講座」（2010年8月、草月ホール） - 講師・モテリーマン 役
- 「琉球ロマネスク テンペスト」（2011年2月6日 - 20日、赤坂ACTシアター/新歌舞伎座） - 喜舎場朝薫 役
- 「スマートモテリーマン講座」（2011年10月、天王洲 銀河劇場/森ノ宮ピロティホール） - 講師・モテリーマン 役
- 「港町十三番勝負 安田顕ひとり語り〜おもだって、僕の父親の話です〜」（2011年11月2日 - 12月4日、ABCホール/渋谷区文化総合センター大和田他）[203] - 作・演出も担当
- 「スマートモテリーマン講座」（2013年1月 - 2月、天王洲 銀河劇場/シアター・ドラマシティ） - 講師・モテリーマン 役
- 「ブラザーブラザー」（2013年11月1日 - 12月、シアター1010/紀伊国屋サザンシアター/サンケイホールブリーゼ他) - 次男 役[204]
- TEAM NACS SOLO PROJECT「安田顕 ひとり語り2014〜ギターの調べとともに。」（2014年8月2日 - 9月14日、イムズホール/シアターサンモール/コンカリーニョ他）[203] - 脚色も担当
- 「THE 39 STEPS」（2014年10月23日 - 11月15日、天王洲 銀河劇場他） - クラウン 役[205]
- 明後日プロデュースVol.1「日の本一の大悪党」（2016年6月9日 - 7月3日、本多劇場/新神戸オリエンタル劇場） - 主演・民谷伊右衛門 役 [206]
- 「DISGRACED／ディスグレイスト -恥辱-」（2016年9月10日 - 25日、世田谷パブリックシアター） - アイザック 役[207]
- 「スマートモテリーマン講座」（2017年11月2日 - 12月30日、道新ホール/シアター・ドラマシティ/天王洲 銀河劇場他） - 主演・講師・モテリーマン 役[208]
- 「スジナシ BLITZシアター vol.8」（2018年9月12日、マイナビBLITZ赤坂）[209]
- 「ボーイズ・イン・ザ・バンド 〜真夜中のパーティー〜」（2020年7月18日 - 8月30日、Bunkamuraシアターコクーン/東京エレクトロンホール宮城/カナモトホール/梅田芸術劇場/なかのZERO） - 主演・マイケル 役[210]

### テレビ番組

#### 現在のテレビレギュラー番組
- ハナタレナックス（2003年1月31日 - 放送中、北海道テレビ）
- シナモンと安田顕のゆるドキ☆クッキング（2023年10月7日 - 放送中、TBS）[211]

#### 過去のテレビレギュラー番組
- 週刊Nanだ!Canだ!（1993年4月 - 2003年3月29日、北海道テレビ）[20]
- モザイクな夜V3（1993年10月 - 1996年9月30日、北海道テレビ）[20]
- 水曜どうでしょう(1996年10月10日 - 2002年9月25日・2004年5月26日 - 不定期・およそ数年に1回の割合で復活、北海道テレビ） - onちゃん（声・スーツアクター） 役（準レギュラー）
  - どうでしょうリターンズ（1999年1月5日 - 2004年5月5日、北海道テレビ） - 進行「どうでしょうナビゲートあんちゃん（通称：D・N・A）」
  - 水曜どうでしょうClassic（2004年7月14日 - 放送中、北海道テレビ） - 上記の再放送。
- 鈴井の巣（1999年4月9日 - 2001年4月20日、北海道テレビ）
- 情報ワイド 夕方Don!Don!（1999年4月5日 - 2003年4月4日、北海道テレビ） - 「街角サビから選手権」司会
- 夢チカ18（2000年3月31日 - 2015年3月31日をもって卒業、北海道テレビ） - ナビゲーター
- いばらのもり （2000年4月5日 - 2002年12月20日、北海道テレビ） - onちゃん（声・スーツアクター） 役（準レギュラー）
  - いばらのもりリターンズ（2010年4月5日 - 8月23日、北海道テレビ）
- 鈴井の巣 presents n×u×k×i（2001年4月27日 - 2001年12月24日、北海道テレビ）
- ドラバラ鈴井の巣（2002年2月1日 - 2004年12月23日、北海道テレビ） - 脚本も担当。
- 夢音（2002年1月7日 - 2003年3月28日、北海道テレビ）
- FOMA Presents 9!（2004年 - 2005年、北海道テレビ）[212]
- 鈴井貴之のロケハン。（2006年10月 - 2007年11月、チャンネルNECO）
- 土曜スタジオパーク「勇蔵のキミの瞳にぞっこん!」（2008年4月 - 9月、NHK総合） - リポーター
- 直CUE!勝負 目指せ!北海道完全征服!?（2009年3月・4月放送分 - 不定期、チャンネルNECO）
- 夢のチカラ（2011年4月4日 - 9月26日、日本テレビ） - ナレーター
- ニッポンものづくり探訪（2017年3月24日 - 2018年2月24日、スカパー!4K 総合・BSスカパー!） - ナビゲーター
- じゃじゃじゃじゃ〜ン!（2018年10月13日 - 2020年9月27日 、フジテレビ） - AIさん〈謎の男〉（声） 役
- THEスピリット～闘魂レスラー発掘プロジェクト～（2023年1月9日 - 3月14日、フジテレビ） - ストーリーテラー

#### ゲスト出演
- 日立 世界・ふしぎ発見!（2023年6月10日､TBS） - ミステリーハンター[213]
- メシドラ〜兼近&真之介のグルメドライブ〜 スペシャル（2025年4月13日、日本テレビ） - 千葉雄大とともに出演[214]
- 突破ファイル（2025年5月22日、日本テレビ）

#### ドキュメンタリー番組
- HTBノンフィクション「HOP SWING JUMP～天才サックス女子高生 エレナ～」（2011年3月26日、北海道テレビ） - ナレーション[215]
- テレメンタリー2012「エレナ ゴー アメリカ〜元天才サックス女子高生の一歩〜」（2012年8月4日、北海道テレビ・テレビ朝日系） - ナレーション[216]
- スーパープレミアム「探検!ツタンカーメン王墓」（2017年11月18日、NHK BSプレミアム） - ナビゲーター[217]
- ポール・マッカートニー来日直前SP～独占インタビュー&舞台裏初公開～（2018年10月16日、フジテレビ） - ナレーション（顔出し出演も有り）[218]

#### 特別番組
- 映画音楽はすばらしい!（2020年10月10日、NHK BSプレミアム） - MC[219]
  - 映画音楽はすばらしい!II（2021年4月3日、NHK BSプレミアム・2021年3月24日、NHK BS4K） - MC[220]
  - 映画音楽はすばらしい!III（2021年12月27日、NHK BSプレミアム/BS4K） - MC
  - 映画音楽はすばらしい!IV（2021年5月14日、NHK BSプレミアム・2022年3月27日、NHK BS4K） - MC
- 宇宙の人気番組「いとしの地球アワー」（2021年5月5日・9月23日、NHK総合） - 宇宙人MC（壇蜜とともに）[221][222]

### ラジオ番組

#### 現在のレギュラーラジオ番組
- 現在は無し

#### 過去のレギュラーラジオ番組
- GOLGO（1998年4月 - 2000年3月、AIR-G'）
- G-BooM!（1999年 - 2004年、AIR-G'）
- G-BOX（1999年 - 2004年、AIR-G'）
- GOLGOLGO（2000年4月 - 2006年12月29日、AIR-G'）
- NACS GOTTA ME!（2001年1月8日 - 2005年9月24日、AIR-G'）
- R（2003年3月3日 - 2004年9月、AIR-G'） - 月曜日DJ（2003年10月からは、火曜日も担当）
- 顕さんの丑三つ前（2003年10月 - 2006年9月、AIR-G'）

### 声の出演

#### 劇場アニメ
- 千と千尋の神隠し（2001年7月20日公開、監督：宮崎駿、スタジオジブリ） - おしら様 役
- 猫の恩返し（2002年7月20日公開、監督：森田宏幸、スタジオジブリ） - 町田 役
- ハウルの動く城（2004年11月20日公開、監督：宮崎駿、スタジオジブリ） - 兵士A 役
- 思い出のマーニー（2014年7月19日公開、監督：米林宏昌、スタジオジブリ） - 十一 役（北海道特別出演）[223]
- クレヨンしんちゃん 爆睡!ユメミーワールド大突撃（2016年4月16日公開、監督：髙橋渉） - 貫庭玉夢彦 役[224]
- DCスーパーヒーローズvs鷹の爪団（2017年10月21日公開、監督：FROGMAN、蛙男商会） - ジョーカー 役[225]
- ドラゴンクエスト ユア・ストーリー（2019年8月2日公開、総監督：山崎貴） - プサン 役[226]

#### テレビアニメ
- チビナックス（2006年4月13日 - 9月28日、制作：CREATIVE OFFICE CUE・電通北海道、放送：札幌テレビ） - ヤスダ 役
  - チビナックス 2.0（2007年4月14日 - 10月13日、制作・放送：上に同じ） - ヤスダ 役
  - チビナックス シーズン3（2008年6月3日 - 11月18日、制作・放送：上に同じ） - ヤスダ 役
- 赤ちゃん本部長シリーズ（制作：NHK・テレコムスタッフ、放送：NHK総合） - 主人公・武田本部長（赤ちゃん本部長） 役
  - 赤ちゃん本部長 第1期（2021年3月29日）[227]
  - 赤ちゃん本部長 第2期（2022年1月9日 - 1月30日）[228]
  - 赤ちゃん本部長 第3期（2022年3月28日）

#### 吹き替え
- バッドガイズ（2022年10月7日、 東宝東和/ギャガ） - スネーク 役[229]

#### 人形劇
- 西遊記外伝 モンキーパーマ（2013年10月 - 12月、制作：tvk・テレ玉・チバテレ・群テレ・とちテレ・MTV・KBS京都・サンテレビ・OHK・ひかりTV（モンキーパーマ制作委員会）） - 玉龍 役 / マッチョ玉龍 役 / ケンタオルス玉龍 役
  - 西遊記外伝 モンキーパーマII（2014年4月 - 6月、制作：モンキーパーマ制作委員会） - 玉龍 役 / マッチョ玉龍 役 / ケンタオルス玉龍 役
  - 西遊記外伝 モンキーパーマIII（2015年7月 - 9月、制作：モンキーパーマ制作委員会） - 玉龍 役 / マッチョ玉龍 役 / ケンタオルス玉龍 役

#### ゲーム
- レイトン教授と悪魔の箱（2007年11月29日発売、レベルファイブ制作、ニンテンドーDS） - サム 役
- 龍が如く7 光と闇の行方（2020年1月16日発売、セガ制作、PlayStation 4） - 難波悠（ナンバ） 役[230][231]
- 龍が如く7外伝 名を消した男（2023年11月9日発売、セガ制作、PlayStation 5・PlayStation 4・Windows・XSX/S・XOne） - 難波悠（ナンバ） 役[注 7]
- 龍が如く8（2024年1月26日発売、セガ制作、PlayStation 5・PlayStation 4・Windows・XSX/S・XOne） - 難波悠（ナンバ） 役[232]

### CM
- 石屋製菓 白い恋人「千歳空港デュエット」篇（1993年9月、北海道限定）[20]
- 日清食品 やきそばできました。（北海道限定） - 森崎博之、音尾琢真と共演
- 北海道三菱自動車販売（北海道限定）
- そうご電器（北海道限定）[233]
- 札幌商科専門学校（北海道限定）[233]
- パソコンスクール「パルティス」（北海道限定） - 大泉洋と共演[234]
- キリンビバレッジ「キリンガラナ」（2003年、北海道テレビ限定）[注 8]
- 北海道電力「原子力発電の、こんなこと。」（2005年、北海道限定）
- 北の誉酒造（現：合同酒精）『侍 北の誉』「我が家に侍がやってきた！」篇（2008年 - 2009年、北海道限定）[237]
- サッポロビール
  - 北海道生搾り（2012年4月 - 、北海道限定） - 中村果生莉と共演[238]
    - 「春になったらいいこと」篇（2012年4月 - ）
    - 「的をしぼって」篇（2012年7月 - ）
    - 「出会いの春」篇（2013年3月 - ）
    - 「夏の組み合わせ」篇（2013年夏 - ）
    - 「生搾りで一句」篇（2013年夏 - ）

  - サッポロ黒ラベル「大人エレベーター 北海道」篇（2013年1月 - 、北海道限定） - 森崎博之と共演[239]
    - 「ジンギスカン」篇
    - 「サッポロビールの良さ」篇
    - 「キャベツ」篇
    - 「強さとは」篇
    - 「北海道とは」篇
    - 「春の北海道」篇
    - 「乾杯」篇

  - 「サッポロ 濃いめのレモンサワー」（2023年2月 - ） - 入山法子と共演
    - 「プロポーズの言葉」篇（2023年2月28日 - ）[240]
    - 「濃いカラ、うまいっ！」篇（2024年7月1日 - ）[241]
- スクウェア・エニックス ドラゴンクエストモンスターズ・スーパーライト「りゅうおうとハーゴン」篇（2015年12月11日 - ）[242]
- ダイハツ工業 ブーン[243][244]
  - 「賢者の問いかけ」篇 （2016年4月 - ）
  - 「賢者も納得」篇（2016年7月 - ）
  - 「偏愛の男・告白」篇（2016年10月 - ）
  - 「偏愛の男・お披露目」篇（2017年6月 - ）
- キリンビール チューハイ ビターズ（2016年5月 - ）
- エスエス製薬 エスカップ「疲れに、とどけ」篇（2016年7月 - ） - 「人にやさしく」をカバー[245]
- WRESTLE KINGDOM 11 in 東京ドーム（2017年） - スペシャルアンバサダー[246]
- ボルテックス『VORTEX』（2017年1月 - ）[247]
  - 「区分所有オフィス」篇
  - 「事業承継」篇
  - 「宣言」篇
  - 「東京宣言」篇（2019年4月 - ）[248][249]
- カメラのキタムラ
  - 「うろたえる夫」篇（2017年12月 - ）
  - 「わずかな差額」篇（2018年3月 - ）
  - 「証明写真撮り直し放題」篇（2019年2月 - ）
  - 「孝行息子」篇 （2019年9月21日 - ）[250]
  - 「タクシー」篇 （2019年12月14日 - ）[251][252]
  - 「思い出ダビング」篇（2020年3月27日 - ）[253]
  - 「カメラ出張買取 自問自答」篇（2020年6月24日 - ）[254]
  - 「年賀状 お風呂場」編（2020年12月12日 - ）[255]
  - 「宛名印刷」編（2021年11月20日 - ）[256]
  - 「リユース路地裏」編（2022年4月28日 - ）[257]
- パーソルキャリア「ミイダス」（2018年8月 - ） - 竜雷太、門脇麦と共演[258]
  - 「悩みはやがて激震を呼ぶ」篇（2018年8月19日 - ）
  - 「その壁の向こう側で乾杯」篇（2018年8月26日 - ）
  - 「無料と感無量のテクノロジー」篇（2018年9月2日 - ）
- ダイドードリンコ「ダイドーブレンドコーヒー」（2018年8月 - ） - 井浦新、満島真之介と共演
  - 「まざりあって、超えてゆけ。」篇（2018年8月 - ）[259]
  - 「潔く、行こう。」篇（2018年8月 - ）[260]
  - 「デミタス こだわるって、贅沢。」篇[261]
  - 「28種の鬼滅缶。」篇（2020年10月 - ）[262]
  - 「きりかえていこう。」篇（2021年3月 - ）[263]
  - 「史上最高峰のコク。」篇（2021年9月 - ）[264]
  - 「28種の呪術缶。」篇（2021年9月 - ）[265]
- LOTTE「ポリフェノールショコラ」（2018年9月 - ） - 吉沢亮と共演[266]
- ショップジャパン「トゥルー・スリーパー セブンスピロー」（2019年 - ）
- 花王「ワイドハイター」（2019年6月 - ）[267][268]
  - 「ハイパーレスキュー! ベッドの上で」篇（2019年6月 - ）
  - 「ハイパーレスキュー! 電車の中で」篇（2019年6月 - ）
  - 「クリアヒーロー 登場」篇（2020年7月 - ）
  - 「クリアヒーロー 解決」篇（2020年7月 - ）
- J:COM この街の役に立てているか。J:COM。（2019年9月 - ） - 堀田真由と共演[269]
  - 「広い家」篇（2019年11月 - ）
  - 「豊富なコンテンツ」篇（2019年11月 - ）
  - 「音声検索」篇（2019年11月 - ）
  - 「新生活ネットサービス」篇（2020年2月 - ）
  - 「全部おまかせ」篇（2020年2月 - ）
  - 「家族を見守り」篇
  - 「声で家電操作」篇
  - 「応援する家族」篇（2020年6月 - ）
- JBC（2020年） - アンバサダー[270]
  - 「名馬は二度生まれる」篇（2020年9月 - ） - 中村倫也、新田真剣佑と共演[271]
- 南関東公営競馬「SPAT4」（2021年4月 - ） - イメージキャラクター[272]
  - 「電車」篇（2021年4月28日 - ）
  - 「床屋」篇（2021年10月9日 - ）[273]
  - 「マジック」篇／「トリプル馬単」篇／「プレミアムポイント(1)」篇／「プレミアムポイント(2)」篇（2021年4月21日 - ）[274][275][276][277]
- 東京ガス
  - 「東京ガスのハウスクリーニング」篇（2021年10月11日 - ） - 安田犬 役[278]
  - 「東京ガスの水まわり修理」篇（2021年10月22日 - ） - 安田犬 役[279]
  - 「徹子さんの電気の引越し」篇／「徹子さんの手続きチャチャッと」篇（2022年2月24日 - ） - 黒柳徹子と共演[280]
  - 「♪しゅ・しゅ・修理の東京ガス」篇（2022年5月13日 - ） - 作業員 役[281]
- JR北海道「HOKKAIDO LOVE!6日間周遊パス」（2022年1月28日 - 、北海道限定） - 音尾琢真と共演[282]
- スヴェンソン「増髪」篇（2022年6月30日）[283]

### MV
- Skoop On Somebody「秋恋」（2010年）[284]
- クラムボン「幸せ願う彼方から」（2013年）[285]
- GLAY「DIAMOND SKIN」（2013年）[286]
- One Hokkaido Project「私たちの道」（2019年） - TEAM NACS及び鈴井貴之と共に参加[287]。

### イベント
- アミューズ第40期定時株主総会後イベント（2018年6月24日、両国国技館）[288]

## 監督・脚本・演出

### 映画
- TEAM NACS FILMS「N43°」「ヤスダッタ3D」（2009年2月21日公開、監督：TEAM NACS、CREATIVE OFFICE CUE・アミューズ） - 監督・脚本（兼出演）

### 舞台
- upspeak第2回公演「コンドルは飛んで行く」（1999年12月8日 - 12日、アトリエ・インディゴ） - 脚本・演出[193]
- upspeak第4回公演「女もつらいよ」（2000年10月、アトリエ・インディゴ） - 脚本・演出（兼出演）[194]
- upspeak第6回公演「時間ですか?」（2001年11月、アトリエ・インディゴ） - 脚本・演出（兼出演）
- 「港町十三番勝負 安田顕ひとり語り〜おもだって、僕の父親の話です〜」（2011年11月2日 - 12月4日、ABCホール/渋谷区文化総合センター大和田他）[203] - 作・演出（兼出演）
- TEAM NACS SOLO PROJECT「安田顕 ひとり語り2014〜ギターの調べとともに。」（2014年8月2日 - 9月14日、イムズホール/シアターサンモール/コンカリーニョ他）[203] - 脚色（兼出演）

## CD
- 「おやG」「ソフトフォーカス」 - 手風琴21（ケンタカユッキー☆フライド事件）（2001年10月24日、サッポロサウンズ（インディーズ）） - 歌
  - 鈴井貴之（ビューティーたか・Vo）と安田顕（アフターけん・G）によるデュオ。2007年に再発売された。
- 「私たちの道」 - One Hokkaido Project（デジタル配信：2019年2月20日・CDシングル：2019年3月6日、WESS RECORDS） - 歌
  - 他のTEAM NACSのメンバー及び鈴井貴之と共に参加[289]。

## 作詞・作曲
| 作品タイトル                               | JASRAC作品コード | 作詞   | 作曲             | 備考                                                                           |
| ------------------------------------------ | ---------------- | ------ | ---------------- | ------------------------------------------------------------------------------ |
| What's 真池龍?                             | 104-4664-8       | 安田顕 | ター・ナー・カー | 『ドラバラ鈴井の巣』「マッスルボディは傷つかない」挿入歌。                     |
| ハッスルマッスルブギ                       | 104-4687-7       | 安田顕 | 安田顕           | 『ドラバラ鈴井の巣』「マッスルボディは傷つかない」エンディング。               |
| 安田国家                                   | 112-6028-9       | 安田顕 | 安田顕           | 『ドラバラ鈴井の巣』「VS〜禁断の対決企画〜『アッキー my love』」エンディング。 |
| やっちゃうよ。                             | 117-9220-5       | 安田顕 | 安田顕           | 『ドラバラ鈴井の巣』「なんてったってアイドル！」劇中歌・第4話エンディング。    |
| 毛布になりたい                             | 133-4513-3       | 安田顕 | 安田顕           |                                                                                |
| ハッスルマッスルCDJ                        | 151-1540-2       | 安田顕 | 安田顕           |                                                                                |
| 札幌市豊平区豊平5条11丁目1-1               | 169-7552-9       | 安田顕 | 安田顕           |                                                                                |
| 飲むしょ朝まで～安田編                     | 194-7901-8       | 安田顕 | 大泉洋・田中一志 |                                                                                |
| はてのあるその時間とめぐる季節のそのなかで | 202-3278-1       | 安田顕 | 安田史生         |                                                                                |
| 僕らの時代                                 | 221-4774-8       | 安田顕 | 安田顕・安田史生 |                                                                                |
| キタミチ                                   | 239-3753-0       | 安田顕 | 安田史生         |                                                                                |
| Merry Christmas Mr.Christpher Peron        | 708-9775-1       | 安田顕 | 安田顕           | 「Merry CUEristmas」収録。                                                     |
| 贈りもの                                   | 733-5714-6       | 安田顕 | 安田史生         |                                                                                |

## 書籍
- ヤスケンと呼ばれて―TEAM NACS安田顕の5年9か月（2007年4月、角川クロスメディア）ISBN 978-4-04-894707-7
  - 『北海道ウォーカー』に連載されていた「ヤスケンのマグナムトーク!!」を本にまとめたもの。現在は絶版。
- 北海道室蘭市本町一丁目四十六番地（2011年10月8日、幻冬舎）ISBN 978-4-3440-2060-3、（2013年12月5日、幻冬舎文庫）ISBN 978-4-344-42124-0
  - 2008年より雑誌『papyrus』で連載されていた同タイトルを本にまとめたもの。発売後、これを引っ下げて全国で公演が行われた（詳しくは「TEAM NACS 15th project」を参照）。

### 連載
- 北海道Walker「ヤスケンのマグナムトーク!!」（2001年 - 2007年、角川クロスメディア）
- papyrus「北海道室蘭市本町一丁目四十六番地」（2008年 - 2011年、幻冬舎）
- SODA「ヤスダコタハウス」（2013年 - 、ぴあ）